# Panonta
La panonta è un piatto tipico dell'Italia centro-orientale (in particolare Molise, Abruzzo e parte del Lazio).
È composto principalmente da pane unto nell'olio della frittura di pancetta (in alternativa  alla pancetta si può usare il guanciale di maiale), il lardo o strutto sciolto, oppure fritta dorata (con l'uovo) e con il baccalà, sfiammata con vino bianco o talvolta con aceto (la ricetta varia di paese in paese).
La variante molisana, principalmente di Miranda, in provincia di Isernia, prevede salsiccia fresca di maiale, peperoni, pecorino grattugiato, prezzemolo, aglio e sale. I primi di agosto dal 2011 a Riano un paese del Lazio poco fuori Roma si svolge la Sagra della Panonta organizzata dalla P.A.R.S. .

## Storia
Ha rappresentato uno dei principali alimenti durante le giornate in campagna o nelle trasferte lavorative nelle montagne, accompagnata da un buon bicchiere di vino è un pasto unico perché molto sostanzioso e calorico.